# Takuya Sonoda
Pour les articles homonymes, voir Sonoda.
Takuya Sonoda (園田 拓也, Sonoda Takuya) est un footballeur japonais né le 23 novembre 1984. Il évolue au poste de défenseur au Roasso Kumamoto.

## Biographie
Takuya Sonoda commence sa carrière professionnelle au Montedio Yamagata. Il dispute 37 matchs en J-League 1 avec cette équipe. 
En 2012, il rejoint l'Ehime FC, club de J-League 2, afin de gagner du temps de jeu.
Takuya Sonoda est vice-champion de J-League 2 en 2008 avec le Montedio Yamagata.